# Athylia punctithorax
Athylia punctithorax är en skalbaggsart som först beskrevs av Stefan von Breuning 1939.  Athylia punctithorax ingår i släktet Athylia och familjen långhorningar.
Artens utbredningsområde är Filippinerna. Inga underarter finns listade.